# Juanjo Triguero
Juan José Triguero Estruch, detto Juanjo (Gandia, 23 dicembre 1983), è un ex cestista spagnolo, professionista nella Liga ACB.

## Palmarès

### Squadra
- Eurocup: 1

Valencia: 2013-14
- Copa Príncipe de Asturias: 1

Murcia: 2006

### Individuale
- MVP Copa Príncipe de Asturias: 1

Murcia: 2006
- Liga LEB MVP finali: 1

Murcia: 2005-06